# ISO 4
ISO 4 je standard ISO, který definuje jednotné zkratky slov v názvech dokumentů. Za registrační orgán je určeno Mezinárodní centrum ISSN, které udržuje seznam zkratek slov, která se často vyskytují v názvech.